# Ju-jutsu
Ju-jutsu (柔術 jūjutsu) lyt ?, (også kendt som Ju-Jitsu, Jiu-Jitsu, eller Jiujitsu), er en japansk betegnelse for en nærkamp-disciplin.

## Definition af jūjutsu
Den moderne definition af jūjutsu som fx Takahashi Masaoer anvender lyder: "Jujutsu er en metode der bygger på beskyttelse i nærkampe, imod bevæbnede og pansrede fjender, dog uden nogen form for at benytte et våben."
"Jū" (柔) kan oversættes som "blid, smidig, fleksibel, bøjelig eller føjelig." "Jūtsu" (術) kan blive oversat som "kunst" eller "teknik" og repræsentere at benytte modstanderens vægt og styrke imod dem selv, frem for sin egen styrke.
Ovenstående definition møder kritik af historikere med speciale inden for koryu jūjutsu (japansk jūjutsu før år 1868). Kritikken går på, at det ikke er tilstrækkelig, at foretage en definition alene på baggrund af oversættelsen af ideogrammerne "jū" (柔) og "jūtsu" (術). Serge Mol som er en autoritet inden for jūjutsu definerer jūjutsu således:
Denne definition inkluderer to væsentlige elementer: Den første er, at personen behøver ikke nødvendigvis at være ubevæbnet. En samurai ville næppe være ubevæbnet, derfor bør definitionen ikke være afgrænset til ubevæbnede personer. For det andet er jūjutsu ikke blot 'defensivt', som det ofte forudsættes, fordi hvornår er der tale om defensiv - eller offensiv anvendelse? Kampsystemer anvender både defensive og offensive stategier. Hvis en potentiel fjende skal neutraliseres, vil en mulighed være at indsætte et angreb først.

## Historisk
Jujutsu blev udviklet af samuraierne i det feudale Japan (før 1868) som en metode, der bygger på nærkamp, enten ubevæbnede eller
anvender mindre våben, der kan bruges defensivt eller offensivt,
til at tøjle en eller flere ubevæbnede eller væbnede modstandere.. Da det blev klart, at angreb med slag alene hurtigt kunne blive ineffektivt, lærte udøverne, at den mest effektive metode for at neutralisere en fjende var at benytte låse, kast og stranguleringer. Disse teknikker blev bygget op om princippet at udnytte fjendens egen kræfter imod dem selv, frem for at skulle direkte modstride fjendens kraft.
I dag findes der mange varianter af moderne jujutsu. Jujutsu skoler udnytter forskellige former for teknikker (f.eks. kast, stranguleringer, låse, slag, spark, føregreb m.m). Desuden underviser nogle skoler i brug af våben.
Judo er en ændret form af, der er på det olympiske program.
Kanō Jigorō (嘉納 治五郎, 1860–1938) var den person, som omdannede den form for jujutsu, der blev trænet i det feudal Japan (før 1868), til kamsportsdisciplinen judo. Judo blev langeret i år 1882. Fra 1906 blev judo introduceret i de japanske folkeskoler.

## Organisering af Ju-jutsu
Ju-jutsu organiseres af forskellige forbund, både nationalt og internationalt.

### DANMARK

#### Dansk Judo og Ju-Jitsu Union (DJU)
I DJU dyrkes de 3 discipliner Judo, Jiu-jitsu og Ju-jutsu som sportsgrene. Organisatorisk er Jiu-Jitsu og Ju-Jutsu samlet i een sektion under fællesbetegnelsen Ju-Jitsu, mens judo er organiseret for sig selv.
Judo- og Ju-jitsu-sektionerne er medlem af Danmarks Idræts Forbund og Team Danmark samt nordiske, europæiske og internationale forbund.

#### Dansk Ju-Jitsu Forbund (DJJF)
Dansk Ju-Jitsu Forbund er stiftet i 1991 af 14 danske klubber, der var medlem af det daværende World Ju-Jitsu Federation. DJJF klubberne træner en moderne form for Ju-Jitsu. DJJF arrangerer kurser og konkurrencer indenfor Ju-Jitsu.

#### Dansk Jiu-Jitsu og Selvforsvars Forbund (DJSF)
DJSF - Dansk Jiu-Jitsu og Selvforsvarsforbund er et landsdækkende forbund af klubber, hvor der undervises i selvforsvar i en form inspireret fra Japan.
Jiu-Jitsu, som den praktiseres i DJSF, er sammensat af forskellige teknikker til at forsvare sig selv eller andre mod en eller eventuelt flere angribere. Teknikkerne - også kaldet pensum - er tilpasset danske forhold i samarbejde med eksperter fra militæret og politiet,[kilde mangler] som har kendskab til den, vold som er fremherskende. Jiu-Jitsu er ikke en konkurrence-sport[kilde mangler] og der findes derfor ikke turneringer indenfor sporten. Derimod arrangeres jævnligt fælles træninger klubberne imellem.
Målet med jiu-jitsu under DJSF er at opbygge udøverens evne til at forsvare sig selv og andre på en ansvarlig måde under hensynstagen til straffeloven. Gennem træning tilstræbes det, at forbedre udøverens balance, smidighed, kondition, styrke, reaktionsevne og selvtillid. Et delmål er også gennem udøvelse og forståelse for sporten at opbygge en fundamental respekt for andre mennesker.
DJSF er i skrivende stund repræsenteret af klubber i følgende byer:
Frederikshavn
Herning
Næstved
Nørre Aaby
Odense
Oksbøl
Padborg
Tønder
Vejle

#### Dansk Japansk-Jujitsu Forbund (DJJF)
Dansk Japansk-jujitsu Forbund er et forbund for klubber, der udøver Nihon Jujutsu (日本柔術). Det er en moderne japansk form for selvforsvar, der er baseret på traditionelle teknikker, som Hanshi Shizuya Sato (10. dan i Nihon Jujutsu) har samlet og underviser i.

#### Dansk Budo Sammenslutning (DABS)
Dansk Budo Sammenslutning er et forbund for klubber, der udøver Nihon Jujutsu, Goju-Ryu Karate-Do, Koryu Bujutsu samt karate med brug af våben, der kaldes for Okinawan kobudo. Okinawan kobudo må ikke forveksles det japanske filosofi-system inden for budo, der kaldes for kobudo.

#### IMAF Denmark
DJJF og DABS udgør den danske afdeling af IMAF – IMAF Denmark. Begge forbund er medlemmer af International Martial Arts Federation (IMAF) og er således organiseret af Kokusai Budoin (det internationale Budo akademi i Japan). Forbundenes pensa og gradsprøvekrav er ligeledes revideret og godkendt af IMAF.

### Internationalt
WAMA
World Alliance of Martial art er et internationalt og uafhængigt forbund, der er skabt på baggrund af relationer af repræsentanterne i forbundet. Det er skabt for at højne det tekniske niveau og udveksle erfaringer imellem de enkelte lande.

#### 2ways Jujutsu Federation
2ways Jujutsu Federation er et internationalt kampsportsforbund med hovedsæde i Allerød. Forbundet varetager stilarterne 2ways Jujutsu og 2ways Judo og har klubber på Sjælland. Forbundet blev grundlagt i 2007. Forbundet afholder løbende kurser, bl.a. de kendte kursusserier: Judo For Sjov, Selvforsvar For Sjov samt har et uddannelsesforløb for kommende instruktører inden for Jujutsu og Judo. 2ways Jujutsu Federation har også en repræsentant i Japan (2ways Jujutsu Federation – Asia).

## Bæltegrader
| Kyu-grader | 6. Kyu | 5. Kyu | 4. Kyu | 3. Kyu | 2. Kyu | 1. Kyu |
| Bæltefarve |        |        |        |        |        |        |

| Dan-grader | 1. Dan | 2. Dan | 3. Dan | 4. Dan | 5. Dan | 6. Dan | 7. Dan | 8. Dan | 9. Dan | 10. Dan |
| Bæltefarve |        |        |        |        |        |        |        |        |        |         |